# Le Seigneur des Rêves
Le Seigneur des Rêves (Amy's Choice) est le septième épisode de la cinquième saison de la deuxième série de la série télévisée britannique de science-fiction Doctor Who. Écrit par Simon Nye (en), le créateur de la série Men Behaving Badly, il a été diffusé pour la première fois sur BBC One le 15 mai 2010. Dans cet épisode, le Docteur, Amy et Rory voyagent entre deux réalités alternatives et doivent discerner laquelle est un rêve.

## Synopsis
Le Docteur rend visite à Amy et Rory, désormais mariés, cinq ans après qu'ils ont cessé de voyager avec lui. Amy est enceinte, presque à terme, et Rory est devenu médecin et est coiffé avec une queue-de-cheval. Ils habitent toujours Leadworth. Le couple et le Docteur sont pris en chasse par des Eknodines, une race extra-terrestre qui a pris possession du corps des personnes âgées de la ville et peut réduire en poussière une personne en lui soufflant dessus. Cette aventure est interrompue régulièrement par des chants d'oiseaux qui causent leur assoupissement, et ils se réveillent bloqués dans le TARDIS : le vaisseau spatial, mort, dérive vers une « étoile froide », ce qui menace de les tuer très rapidement. Les chants d'oiseaux résonnent également dans le TARDIS avec le même effet. Pendant l'un de leurs aller-retours, ils rencontrent un individu menaçant et moqueur qui se présente comme le « Seigneur des rêves » et leur affirme que l'une de ces réalités est vraie tandis que l'autre est fausse. Ils ne peuvent échapper à la fausse réalité qu'en mourant dans celle-ci, mais s'ils se trompent et meurent dans la vraie réalité, leur mort sera définitive.
Par la suite, le Seigneur des Rêves maintient Amy éveillée dans le TARDIS tandis que le Docteur et Rory s'endorment et retournent à Leadworth. Le Seigneur des Rêves demande à Amy qui elle choisirait entre son fiancé et le Docteur, entre un monde où elle est mariée à Rory et mène une vie paisible et un autre où elle voyage avec le Docteur et vit des aventures risquées mais excitantes.
Amy s'endort et revient à Leadworth où elle se joint à Rory et au Docteur qui essaient de protéger la maison du couple, attaquée par les Eknodines. Rory se sacrifie pour protéger Amy et est transformé en poussière. Amy, bouleversée, se tue volontairement avec le Docteur, en fonçant sur la maison avec un camping-car. Les trois voyageurs se réveillent dans le TARDIS, où ils sont félicités par le Seigneur des Rêves qui réactive le vaisseau. Cependant, le Docteur se rend compte que cette version est tout aussi illusoire et cause l'auto-destruction du TARDIS.
Le trio se réveille pour de bon, toujours dans le TARDIS. Le Docteur leur explique que toute cette aventure était une hallucination causée par du « pollen psychique » qui a chauffé dans le mécanisme temporel du TARDIS et que le Seigneur des Rêves n'était autre qu'une incarnation onirique du côté sombre de sa propre personnalité. Rory demande à Amy pourquoi elle était si sûre que Leadworth était un monde factice, ce à quoi elle répond qu'elle n'en était pas sûre mais qu'elle voulait seulement être à nouveau avec lui, ce qu'il est ravi d'entendre. Le Docteur commence à piloter le TARDIS et voit une image du Seigneur des Rêves lui souriant sournoisement dans son reflet sur la console.

## Distribution
- Matt Smith : onzième docteur
- Karen Gillan : Amy Pond
- Arthur Darvill : Rory Williams
- Toby Jones : le seigneur des rêves
- Nick Hobbs : monsieur Nainby
- Joan Linder : madame Hamill
- Audrey Ardington : madame Poggit

### Version française[2]
- Société : Dubbing Brothers
- Adaptation :
- Direction artistique : David Macaluso
- Mixage : Marc Lacroix

Avec les voix de :
- Marc Weiss : Le Docteur
- Audrey d'Hulstère : Amy Pond
- Xavier Elsen : Rory Williams

## Continuité
- Le Seigneur des Rêves désigne le Docteur sous le nom de « la tempête qui approche » (The Oncoming Storm), surnom que lui donnaient les Daleks dans À la croisée des chemins.
- Le Seigneur des Rêves parle de la relation du Docteur avec la reine Élisabeth Ire, mentionnée dans Peines d'amour gagnées et La Prophétie de Noël.
- Le côté sombre du Docteur a déjà été évoqué dans l'épisode The Trial of a Time Lord en 1986[3].

## Production

### Écriture
Simon Nye signe ici son premier script pour un épisode de Doctor Who.

### Casting
Nick Hobbs, qui joue le rôle de monsieur Nainby a joué le rôle d'Aggedor dans des épisodes du Troisième Docteur, comme The Curse of Peladon (1972).

## Réception
En France, l'épisode diffusé le 26 février 2011 à 20 h 35 sur France 4 a été suivi par 295 000 téléspectateurs soit 1,3 % de parts de marché.

## Liens
- (en) Présentation de l'épisode sur le site officiel de la BBC
- (en) Amy's Choice sur l’Internet Movie Database
- Amy’s Choice« This is going to be a tricky one ! » critique de l'épisode sur Le Village